# Kontoret
Kontoret är en svensk komediserie på TV4 baserat på den brittiska förlagan The Office. Serien hade premiär den 12 februari 2012 och är en mockumentär, en fiktiv serie som framställs i dokumentärsstil. I serien spelar Henrik Dorsin huvudrollen som Ove Sundberg, chef inom Svensk kontorshygien AB. Ove Sundberg är också en av huvudrollsfigurerna i TV4:s Solsidan. Chefsassistenten Viking spelas av Björn Gustafsson, den långtidsanställda Erik spelas av Kim Sulocki och receptionisten Terese spelas av Sissela Benn.
Serien sändes i två säsonger mellan 2012 och 2013.

## Mottagande
Serien hade mycket höga förväntningar på sig vid premiären. Det fanns stora förhoppningar om att Henrik Dorsins populära figur Ove, som gjort succé i Solsidan, skulle utvecklas till något intressant även i Kontoret. Serien hade inledningsvis ett stort antal tittare men tappade snabbt mycket publik. Tittarsiffrorna gick från 1 400 000 vid premiären till cirka 560 000 vid avsnitt 6.

## Produktion
Inspelningarna av säsong 1 startade i maj 2011 och pågick i två månader. Den svenska serien liknar originalet såtillvida att bägge är fiktiva dokumentärer (mockumentärer), har liknande humor och en liknande handling. Flera rollfigurer har motparter i det brittiska originalet, trots att företaget, namn och stora delar av handlingen är ny. Henrik Dorsin kommenterade sin medverkar i serien att "Det känns bra att bidra med någonting eget, det vill säga Ove, när man ska jobba med ett redan beprövat material som The office. Så att det inte bara blir en efterapning. Dessutom är det kul att få vara med i Sveriges, om inte världens, första kombinerade re-make och spin-offserie. En spin-make. Eller re-off."
Manus är skrivet av Jacob Seth Fransson, känd från den svenska drama-komedin Solsidan, tillsammans med Rikard Ulvshammar och Per Gavatin, som skrivit manus till komediserien Grotesco, samt Ola Norén som tidigare arbetat med serien Välkommen åter. För regi står Jacob Seth Fransson och Michael Lindgren. Säsong två hade premiär 2013.

## Rollfigurer
- Ove Sundberg (Henrik Dorsin) arbetar som distriktschef för divisionen Stockholm Norra på Svensk kontorshygien AB, där han har jobbat i tre år. Ove är inte speciellt lyhörd eller fokuserad på sitt arbete, vilket egentligen krävs och som hans chef Idun kräver. Ove studerade till högskoleingenjör vid Linköpings universitet, men slutförde aldrig sina studier. Han var däremot djupt engagerad i Linköpings kårspex även efter studietiden, och ska enligt egen uppgift ha innehaft nationsrekordet i ölhävning. Ove kan lätt beskrivas som den socialt osmidiga chefen, som är mer intresserad av att få till den perfekta onelinern än att ta hand om sin personal.[8]

- Therese Johansson (Sissela Benn) är receptionist på Svensk Kontorshygien AB. Hon är 28 år och bor tillsammans med sin pojkvän Kenneth i Haninge. Hon är lite försynt och ägnar sin fritid åt dans och film. Therese flyttade till Stockholm från Malmö för fyra år sedan när Kenneth fixade ett jobb till henne. Therese har studerat konst på Nyckelviksskolan, och vill fortfarande bli konstnär men hon vågar inte riktigt tro på den drömmen längre. Till säsong två har hon har blivit befordrad till säljare.[8]

- Viking Ytterman (Björn Gustafsson) är säljare på Svensk Kontorshygien, han är 29 år och ”självvald singel”. Han bor i en friggebod på sina föräldrars tomt och hans intressen är dataspel, överlevnadsteknik, militärhistoria och fantasy. Viking ville från början bli polis eller yrkesmilitär, men efter att ha gått på ett seminarium med en amerikansk säljguru bestämde han sig för att bli säljare. Han är väldigt duktig på sitt jobb, trots sin kompletta avsaknad av social kompetens. Han ser sig själv som Oves självskrivna andreman och anser sig vara en utpräglad alfahanne, därför försöker han gärna dominera och styra sin omgivning, med måttligt lyckade resultat.[8]

- Erik Lundkvist (Kim Sulocki) är den 33-årige underpresterande anställde som trots att han är smart och slagfärdig aldrig vågar byta jobb, utan tycks ödesbestämd till meningslösa bråk med Viking. Han är singel och bosatt i Upplands Väsby där han också är född och uppväxt. Erik är ganska less på sitt jobb och tanken var aldrig att han skulle börja där, han ville egentligen gå en utbildning men hade inte tillräckliga betyg för det. Han är omtänksam, har en slagfärdig humor, och har ett gott öga till Therese.[8]

- Robin (David Druid) är säljare på Svensk Kontorshygien och har en mer framträdande roll i säsong 2 efter att Erik lämnat kontoret.

## Avsnitt

### Säsong 1
| Serie # | Säsong # | Titel               | Regisserad av       | Manus av            | Sändningsdatum   | Tittarantal (miljoner) |
| --- | -------- | ------------------- | ------------------- | ------------------- | ---------------- | ---------------------- |
| 1 | 1        | "Nedskärningar"     | Michael Lindgren    | Rikard Ulvshammar   | 12 februari 2012 | 1,485                  |
| Kontorschefen för Svensk Kontorshygien, Ove Sundberg, får av sin chef Idun Falkenberg uppdraget att skära ner på kostnaderna eftersom det nu är dåliga tider. Eftersom det på kontoret arbetar två anställda som är ansvariga för ekonomin måste Ove friställa en av dem. Han måste välja mellan tråkiga Lennart och trevliga Janne, och för Ove är det ett ganska självklart val vem som ska få stanna och vem som måste gå. Men han upptäcker att lagen om anställningsskydd står i vägen för hans val. Lennart fyller år och alla på kontoret samlar ihop till en present, samtidigt har Viking fått ett nytt skrivbord som retar gallfeber på kollegan bredvid. |          |                     |                     |                     |                  |                        |
| 2 | 1        | "After work"        | Jacob Seth Fransson | Jacob Seth Fransson | 19 februari 2012 | 0,930                  |
| Personalen på kontoret har bestämt sig för att gå på after work, men Ove är inte bjuden. Ove får dock reda på planerna och försöker ta reda på om de bara har glömt bort honom eller om de medvetet valt att inte bjuda med honom. Viking tycker att det saknas ordning och reda gällande kaffekopparna på kontoret och han övertygar Ove att de måste införa speciella regler för hur man ska hantera detta problem. Kort efteråt försvinner Vikings kaffekopp som han märkt med sitt namn, och han startar en utredning för att ta reda på den skyldige. |          |                     |                     |                     |                  |                        |
| 3 | 1        | "Jämställdhet"      | Michael Lindgren    | Per Gavatin         | 26 februari 2012 | 0,723                  |
| Det kommer en jämställdhetsföreläsaren till kontoret och alla anställda måste medverka vid föreläsningen och Ove som anser att han har bra koll på jämställdhet hjälper till under föreläsningen. När personalen ändå är samlad passar han på att visa några nummer från sina dagar i studentspexet från Linköpings Universitet. Therese bråkar med sin pojkvän och Erik försöker trösta henne. Gästskådespelare: Jessica Liedberg som föreläsaren Tina. |          |                     |                     |                     |                  |                        |
| 4 | 1        | "Frågesport"        | Michael Lindgren    | Rickard Ulvshammar  | 4 mars 2012      | 0,666                  |
| Oves gamla studentkompis Boström (Kristoffer Appelquist) kommer till kontoret samtidigt som det vankas frågesport. Viking och Örjan ansvarar för frågorna som endast handlar om fantasy, vilket irriterar de övriga på kontoret. Till Oves förtret blir Lennart vän med Anna - kontorets nya assistent. |          |                     |                     |                     |                  |                        |
| 5 | 1        | "Utvecklingssamtal" | Jacob Seth Fransson | Jacob Seth Fransson | 11 mars 2012     | 0,771                  |
| Erik och Therese hittar en fantasyroman som Viking skrivit. När romanen hamnar på villovägar blir Viking rädd att det ska komma fram att det är han som skrivit den. Ove har utvecklingssamtal med personalen, men råkar bli lite för privat. Han hittar också en behå och beslutar sig för att försöka ta reda på vem ägaren är. |          |                     |                     |                     |                  |                        |
| 6 | 1        | "Avskedsfest"       | Jacob Seth Fransson | Ola Norén           | 18 mars 2012     | 0,590                  |
| En gammal medarbetare (Claes Eriksson) har gått i pension och Ove har lovat att ordna en avskedsfest. Problem uppstår då Ove glömt bort vad han lovat - han försöker då lägga över skulden på Therese. Viking får reda på att alla, förutom han själv och Ove, är medlemmar i en hemlig Facebookgrupp. Erik får ingen arbetsro då ett renoveringsbygge påbörjats. |          |                     |                     |                     |                  |                        |
| 7 | 1        | "Oves föreläsning"  | Jacob Seth Fransson | Ola Norén           | 25 mars 2012     | 0,640                  |
| Ove har lyckats övertyga Linköpings Universitet om att han ska få komma och hålla i en föreläsning för dem. Oturligt nog krockar föreläsningen med ett möte om besparingar med Oves chef Idun. Ove gör dock allt för att försöka smita ifrån mötet. Samtidigt får Viking reda på att många arbetsrelaterade beslut bestäms under lunchen, något han missat då han alltid tar med sig matlåda. |          |                     |                     |                     |                  |                        |
| 8 | 1        | "Sommarfest"        | Michael Lindgren    | Per Gavatin         | 1 april 2012     | 0,685                  |
| Erik får veta att Therese har planer att sluta på kontoret och ser därmed sina chanser med henne som bortblåsta. Ove får sparken när han har lönesamtal med Idun. Gästsskådespelare: Joakim Sikberg. |          |                     |                     |                     |                  |                        |

### Säsong 2
| Serie # | Säsong # | Titel            | Regisserad av    | Manus av                   | Sändningsdatum   | Tittarantal (miljoner) |
| --- | -------- | ---------------- | ---------------- | -------------------------- | ---------------- | ---------------------- |
| 1 | 2        | "Cerebral Pares" | Michael Lindgren | Per Gavatin                | 20 januari 2013  | 0,810                  |
| Terese har nyligen blivit befordrad till säljare och Ove och Viking försöker kringgå lagen om offentlig upphandling. Gästskådespelare: Anders Ahlbom Rosendahl som Hans Wiksten. |          |                  |                  |                            |                  |                        |
| 2 | 2        | "Teamövning"     | Michael Lindgren | Per Gavatin                | 27 januari 2013  | 0,825                  |
| Ove blir förkrossad efter att en medarbetarundersökning visar att många i personalen upplever att de blir kränkta på arbetsplatsen. Genom olika teamövningar försöker han skapa en positiv atmosfär. |          |                  |                  |                            |                  |                        |
| 3 | 2        | "Talangjakt"     | Michael Lindgren | Rikard Ulvshammar          | 3 februari 2013  | 0,835                  |
| Det är dags för den årliga tävlingskvällen. Inför talangjakten försöker Ove hitta en ny partner att framföra en av Killinggängets sketcher tillsammans med, efter att Robin hoppat av. Vem kommer att vinna? Och vem är egentligen sämst förlorare? |          |                  |                  |                            |                  |                        |
| 4 | 2        | "Revision"       | Michael Lindgren | Rikard Ulvshammar          | 10 februari 2013 | 0,705                  |
| En oannonserad internrevision får Ove att bete sig märkligt. Köksprylar och hemelektronik i mängder släpas in till kontoret. Ove hävdar att det är Svensk Kontorshygiens inventarier som han temporärt förvarat i hemmet. Lennart är Ove på spåret och försöker få Ove att förstå vilka allvarliga konsekvenser det kan medföra om det upptäcks. Ove försöker få över honom på sin sida. |          |                  |                  |                            |                  |                        |
| 5 | 2        | "Hudiksvall"     | Michael Lindgren | Frans Wiklund              | 17 februari 2013 | 0,706                  |
| Ove och Robin ska på kundbesök i Hudiksvall. Viking bjuder in sig själv och dagen på blir inte riktigt som Ove tänkt sig. |          |                  |                  |                            |                  |                        |
| 6 | 2        | "SKH-dagen"      | Michael Lindgren | Frans Wiklund, Per Gavatin | 24 februari 2013 | 0,646                  |
| Alla anställda på kontoret samlas för konferens och fest på den stora SKH-dagen. Ove försöker dra nytta av att koncernens nye vd (Claes Malmberg) är en gammal kompis, men ett plötsligt infall av rättrådighet lägger krokben för hans karriärplaner. |          |                  |                  |                            |                  |                        |
| 7 | 2        | "Kloaken"        | Michael Lindgren | Rikard Ulvshammar          | 3 mars 2013      | 0,629                  |
| Maggan uppmärksammar Ove på ett arbetsmiljöproblem, en av säljarna har fruktansvärd andedräkt. Ove vågar inte ta tag i problemet utan oroar sig för att verka rasistisk, eftersom personen i fråga är Massoud. |          |                  |                  |                            |                  |                        |
| 8 | 2        | "Näsorna"        | Michael Lindgren | Frans Wiklund              | 10 mars 2013     | <0,632                 |
| Ove festar hela natten med en av kontorets huvudleverantörer, gör en överilad beställning, och får panik. Therese nås av en omvälvande nyhet. |          |                  |                  |                            |                  |                        |
| 9 | 2        | "Psykologi"      | Michael Lindgren | Ola Norén                  | 17 mars 2013     | 0,401                  |
| Ove försöker agera psykolog för att lugna Britt-Marie som är skärrad efter ett inbrott. Han får blodad tand som amatörpsykolog och försöker även hjälpa Kenneth och Therese med deras kärleksproblem. Under en gruppterapi urartar allt. |          |                  |                  |                            |                  |                        |
| 10 | 2        | "Brännboll"      | Michael Lindgren | Per Gavatin                | 17 mars 2013     | 0,402                  |
| Den årliga brännbollsmatchen mellan Stockholm Norra och huvudkontoret blir mer än en lekfull teambuilding när Ove och Idun tar tävlingen på alltför stort allvar. Säsongsavslutning. |          |                  |                  |                            |                  |                        |

## Kontroverser
Kontoret anmäldes tre gånger till granskningsnämnden efter en scen i det första avsnittet av den andra säsongen där Björn Gustafssons karaktär Viking imiterar en person som lider av cerebral pares. Upprörda tittare ansåg att programmet var djupt kränkande och saknar underhållningsvärde. Regissören Michael Lindgren fick lov att förklara för de indignerade anmälarna att de totalt missförstått. Avsnittet skämtar inte om cp-skadade, utan om Oves fullkomligt obegripliga inkompetens. För tittarna är det tydligt att Ove och Viking beter sig idiotiskt, och alla känner "Helvete, vad fel de gör. Så här får man inte göra".